# David Stockdale
David Adam Stockdale (Leeds, Inglaterra, 20 de septiembre de 1985) es un futbolista inglés que juega como guardameta y se encuentra sin equipo tras abandonar el York City F. C.

## Clubes
| Club                             | País       | Año       |
| -------------------------------- | ---------- | --------- |
| York City F. C.                  | Inglaterra | 2003-2006 |
| Wakefield F. C. (cedido)         | Inglaterra | 2005      |
| Worksop Town F. C. (cedido)      | Inglaterra | 2006      |
| Darlington F. C.                 | Inglaterra | 2006-2008 |
| Fulham F. C.                     | Inglaterra | 2008-2014 |
| Rotherham United F. C. (cedido)  | Inglaterra | 2008-2009 |
| Leicester City F. C. (cedido)    | Inglaterra | 2009      |
| Plymouth Argyle F. C. (cedido)   | Inglaterra | 2010      |
| Ipswich Town F. C. (cedido)      | Inglaterra | 2011      |
| Hull City A. F. C. (cedido)      | Inglaterra | 2012      |
| Hull City A. F. C. (cedido)      | Inglaterra | 2013      |
| Brighton & Hove Albion F. C.     | Inglaterra | 2014-2017 |
| Birmingham City F. C.            | Inglaterra | 2017-2020 |
| Southend United F. C. (cedido)   | Inglaterra | 2018      |
| Wycombe Wanderers F. C. (cedido) | Inglaterra | 2018      |
| Coventry City F. C. (cedido)     | Inglaterra | 2019      |
| Wycombe Wanderers F. C. (cedido) | Inglaterra | 2020      |
| Wycombe Wanderers F. C.          | Inglaterra | 2020-2022 |
| Sheffield Wednesday F. C.        | Inglaterra | 2022-2023 |
| York City F. C.                  | Inglaterra | 2023-2024 |

## Palmarés

### Títulos nacionales
| Título              | Club                 | País       | Año  |
| ------------------- | -------------------- | ---------- | ---- |
| Football League One | Leicester City F. C. | Inglaterra | 2009 |